# 沈志强 (1965年)
沈志强（1965年3月—），男，上海人，中国天体物理学家，现任中国科学院上海天文台台长、研究员、博士生导师。曾任中国天文学会副理事长。